# Bren (Drôme)
 Bren  es una población y comuna francesa, en la región de Ródano-Alpes, departamento de Drôme, en el distrito de Valence y cantón de Saint-Donat-sur-l'Herbasse.

## Demografía
| 295 | 273 | 281 | 376 | 431 | 471 |
| Para los censos de 1962 a 1999 la población legal corresponde a la población sin duplicidades (Fuente: INSEE [Consultar]) |     |     |     |     |     |